# NGC 4609
NGC 4609 (другие обозначения — OCL 890, ESO 95-SC14) — рассеянное скопление в созвездии Южного Креста.
Скопление достаточно бедно населено, содержит только один красный гигант. Содержание химических элементов в его звёздах, которые образуются в результате нейтронного захвата, указывают на то, что скопление сформировалось в тонком диске нашей Галактики. Металличность на 44% выше солнечной. Возраст составляет 80 миллионов лет, что соответствует массе звёзд на точке поворота главной последовательности в 5,6 M⊙.
Этот объект входит в число перечисленных в оригинальной редакции «Нового общего каталога».